# Calathostelma
Calathostelma là chi thực vật có hoa trong họ Apocynaceae.